# Eurema daira
Eurema daira är en fjärilsart som först beskrevs av Jean Baptiste Godart 1819.  Eurema daira ingår i släktet Eurema och familjen vitfjärilar. Inga underarter finns listade i Catalogue of Life.

## Bildgalleri

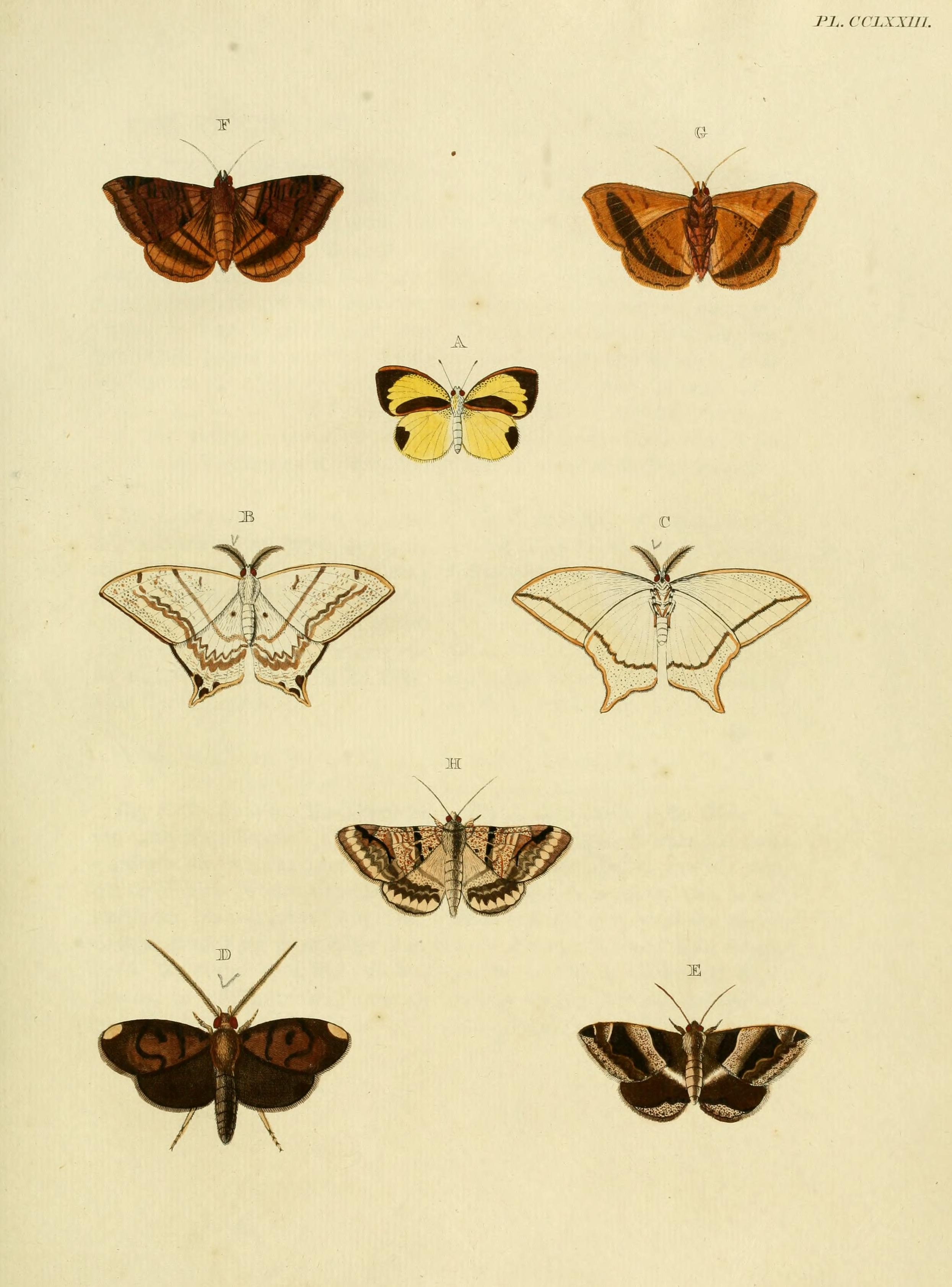
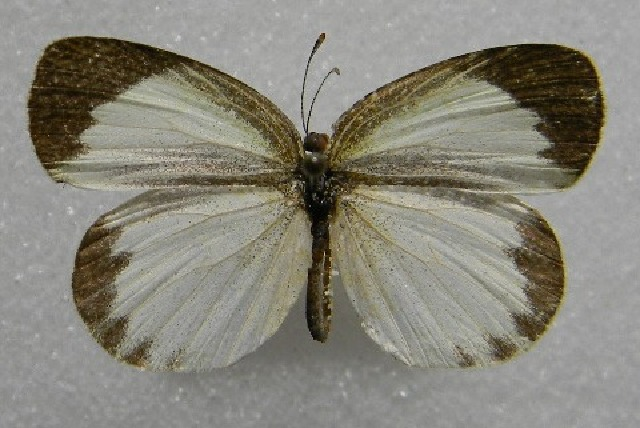
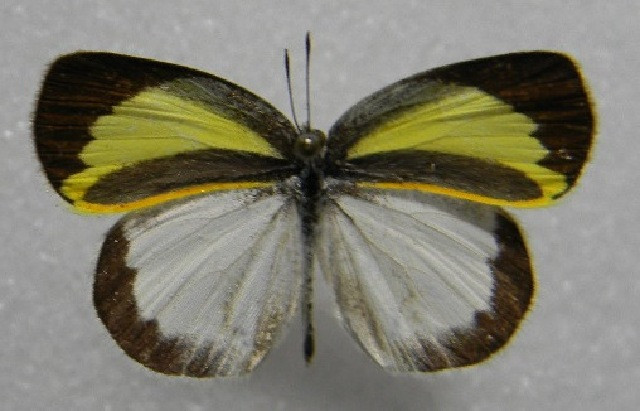